# باد صبا می‌آید
باد صبا می‌آید یا باد صبا نام آلبومی است با صدای شهرام ناظری که با همکاری جلال ذوالفنون اجرا شد.
این آلبوم در اوایل دههٔ ۶۰ منتشر شده است.

## ترانه‌ها
1. بیایید بیایید که گلزار دمیده است؛ شعر از مولانا، در ماهور.
2. سلسلهٔ موی دوست حلقه دام بلاست؛ شعر از سعدی، در ابوعطا.
3. مژده‌ای دل که دگر باد صبا بازآمد؛ شعر از حافظ، در شوشتری (همایون).
4. وقتی دل سودایی می‌رفت به بستان‌ها؛ شعر از سعدی، در افشاری.
5. به جهان خرّم از آنم که جهان خرّم از اوست؛ شعر از سعدی، در بیات ترک.
6. صبا وقت سحر گویی ز کوی یار می‌آید؛ فخرالدین عراقی، در ماهور.